# Neoscona maculaticeps
Neoscona maculaticeps är en spindelart som först beskrevs av Ludwig Carl Christian Koch 1871.  Neoscona maculaticeps ingår i släktet Neoscona och familjen hjulspindlar. Inga underarter finns listade i Catalogue of Life.